# Faiões
Faiões é uma povoação portuguesa sede da Freguesia de Faiões do Município de Chaves, freguesia com 8,09 km² de área e 831 habitantes (censo de 2021), tendo, por isso, uma densidade populacional de 102,7 hab./km².
A freguesia foi criada pela Lei n.º 1803, de 20/07/1925, com lugares da freguesia de Santo Estêvão.

## Demografia
A população registada nos censos foi:
| Distribuição da População por Grupos Etários | Distribuição da População por Grupos Etários | Distribuição da População por Grupos Etários | Distribuição da População por Grupos Etários | Distribuição da População por Grupos Etários |
| -------------------------------------------- | -------------------------------------------- | -------------------------------------------- | -------------------------------------------- | -------------------------------------------- |
| Ano                                          | 0-14 Anos                                    | 15-24 Anos                                   | 25-64 Anos                                   | > 65 Anos                                    |
| 2001                                         | 109                                          | 128                                          | 485                                          | 158                                          |
| 2011                                         | 108                                          | 87                                           | 470                                          | 208                                          |
| 2021                                         | 63                                           | 79                                           | 378                                          | 311                                          |

## História
Esta aldeia, eclesiasticamente, pertence à paróquia de Santo Estêvão. Leite de Vasconcelos é de opinião que o nome da aldeia possa provir de um genitivo germânico de grande antiguidade. Outros historiadores opinam que Faião era o aumentativo de faia. Seja qual for a origem ela perde se na antiguidade dos tempos passados. Foi nos princípios da monarquia portuguesa Couto dos arcebispos de Braga, talvez em 1213, quando foi prelado bracarense, Estevão Soares da Silva, adversário de Afonso II, partidário das infantas suas irmãs. É bem provável que Afonso IX, rei de Leão, após a tomada do Castelo de Santo Estêvão, tivesse feito essa oferta para captar as simpatias e passar a ter do seu lado tão grandes e nobres senhores.
Foi por Faiões que outrora passou a via romana, vendo se ainda vestígios no seu pavimento. Mais antigo ainda é o castro situado nas cumeadas da Montanha do Corgo, sobranceiras a Faiões.
Apareceram também, ao longo dos tempos, objectos característicos do período neolítico. Este povoado revela assim que teria ultrapassado os tempos para além da história. Esses objectos foram encontrados quando os agricultores, na sua labuta diária foram revolvendo as férteis terras que produzem, em abundância, todos os frutos próprios da região.
Na veiga, perto da aldeia, ao lado da denominada Carreira da Pedra, onde foi encontrada, em Maio de 1975, a estátua menir de Faiões, cujos contornos definem a figura humana, conta a tradição que existe uma cidade submersa e que na lagoa, nos tempos de tempestade, aparecem restos de navios".
Possui o povoado, várias casas solarengas e a igreja de devoção a São Martinho.
É desta localidade o notável benemérito Dr. António Luiz de Morais Sarmento`, que mandou construir uma escola e um bairro social para operários`.
De Faiões foi o último enforcado, José Calças, justiçado no Largo do Tabulado de Chaves, pelo último carrasco, Luís Negro, de Capeludos de Aguiar. Poucos dias depois de ser executado, foi abolida a pena de morte em Portugal, sendo este triste facto histórico que chamou a atenção do mundo civilizado para a lei que então vigorava e possivelmente foi determinante para a extinção da pena de morte neste país. Sobre este facto romanceou Camilo num dos seus muitos livros.

## Equipamentos
A escola do primeiro ciclo do ensino básico é frequentada por 20 alunos e o Jardim Infantil por 13 crianças. Possui para finalidades culturais o seu Centro Desportivo e Cultural.

## Freguesia de Faiões
A freguesia de Faiões foi criada por lei de 20 de Julho de 1925, por desanexação da de Santo Estevão, não só por ser povoação muito antiga mas também bastante numerosa. Distando cinco quilómetros da sede do município, situa-se quase na periferia da Veiga de Chaves, sobre uma zona de depósitos aluviais correspondentes ao terraço quaternário e nas imediações de manchas de granitos hercínicos e de xistos e granitos silúricos.
Em meados de maio de 1975 foi encontrada uma estátua-menir no sítio da Carreira da Pedra, a cerca de 400 metros para oeste da povoação, quando se procedia ao alargamento do caminho vicinal que liga Faiões à veiga. A estátua, em granito, está actualmente exposta no Museu de Chaves. Como principais características apresenta: uma representação esboçada da cabeça e dos braços; a figuração de um colar numa das faces, e de um motivo vertical de interpretação controversa, na outra; uma arma num dos lados, à qual vem ligar a respectiva correia. Trata-se de uma peça por ora isolada e integrável, embora com algumas reservas, na Idade do Bronze. Na carta de couto de Faiões, dada por D. Teresa em 1124, cita-se, como seus limites, além de uma “petram de Meigines”, uma “Petram Fitam et inde per ipsam carrariam”; esta mesma “Petra Fita” referida em outros documentos do “Liber Fidei”, admitindo-se que se possa relacionar com a estátua-menir.
Em Faiões existem restos de um castro, o “Circo”, com vestígios do neolítico, e que segundo Pais de Vilas Boas é definido por “uma elevação ou entrincheiramento de terra rodeando a coroa dos montes, muito embora haja enterradas muralhas de pedra”. Por esta freguesia passava a via XVII que de Braga seguia por Aquas Flavias, Monforte e Lebução em direcção a Astorga. Dessa época romana existem alguns lagares e sepulturas cavados na rocha, e foram encontrados, entre outros, diversos objectos líticos e cerâmicas (tégulas de rebordo e de vasos), sendo algumas incisivas ou ornadas.
Em julho de 1124, D. Teresa, fazendo uso de prerrogativas reais, doou e coutou Faiões a favor da Sé de Braga, embora obrigando-se ao acordo dos Braganções. Mas havia já muito tempo que Faiões era uma importante “villa” rústica pertencente, em 995, a Pelaio Rodrigues, ex-bispo acabado de ser expulso do seu bispado de Iria - Santiago. No “Liber Fidei” encontra-se registada uma “carta de venda de duas terças partes integras da villa de Faiões e do mosteiro de S. João integro que faz Pelaio Rodrigues a Miro Gonteneris e a sua mulher”, da qual se infere que Pelaio Rodrigues era senhor de toda ou da maior parte da “villa” e que, por concessão régia, dela seria donatário, situação que só poderia convir então a pessoa de alta estirpe, como era reconhecidamente a sua.
Com o passar dos tempos, os direitos reais exercidos sobre a “villa” de Faiões foram sendo reunidos nas mãos de Oer Guedes, pois todos os documentos do “Liber” se reportam a essa villa procurando mostrar o encadeamento do processo que há-de permitir, primeiro, a sua doação à Sé de Braga pela viúva e filhos de Oer ou Odário Guedas, depois, o couteamento da “villa” que a rainha D. Teresa concederá aos prelados bracarenses pouco após.